# Kostel svatého Petra a Pavla (Hlince)
Kostel sv. Petra a Pavla je postupně rekonstruovaná zřícenina gotického kostela na místě zaniklé vsi Dolany na katastrálním území obce Hlince, 12 km východně od Kralovic, v nadmořské výšce 260 m.
Kostel stojí osamocen v polích na nevysoké terase nad nivou řeky Berounky v místech, kde řeku pod vrchem Hamouz brodem překonávala zemská stezka vedoucí od Zvíkovce. Stezka na levém břehu pokračovala okolo kostela, míjela bývalou tvrz pánů z Řebříku, přes brod pokračovala malým údolím Dolanského potoka a vedla dále na jih ke dvoru Ptyč a dále ke hradu Krašov.

## Románský odkaz

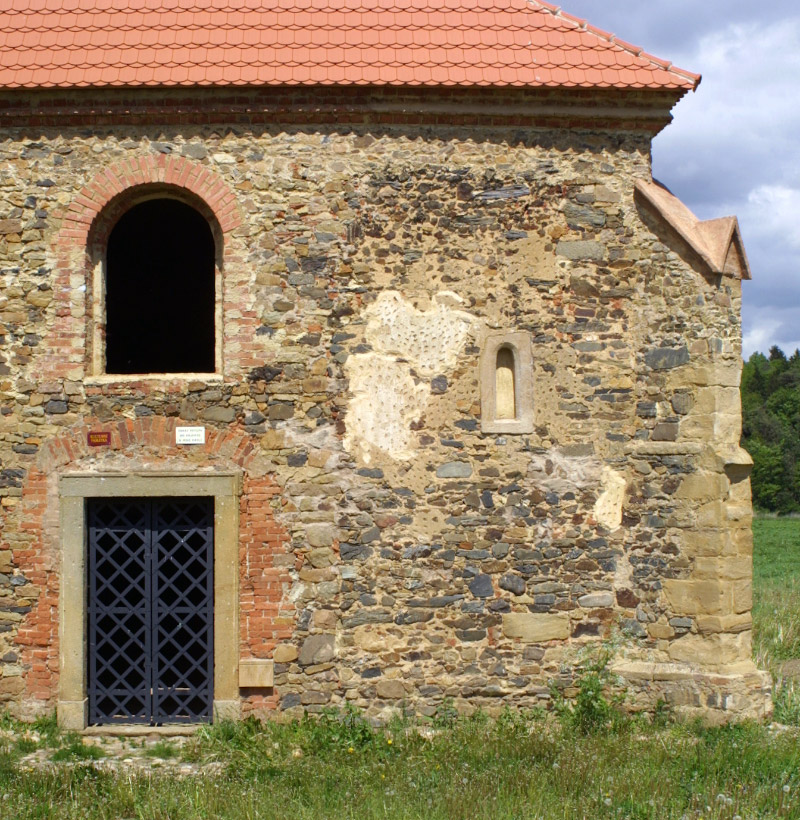
Průčelí s románským okénkem

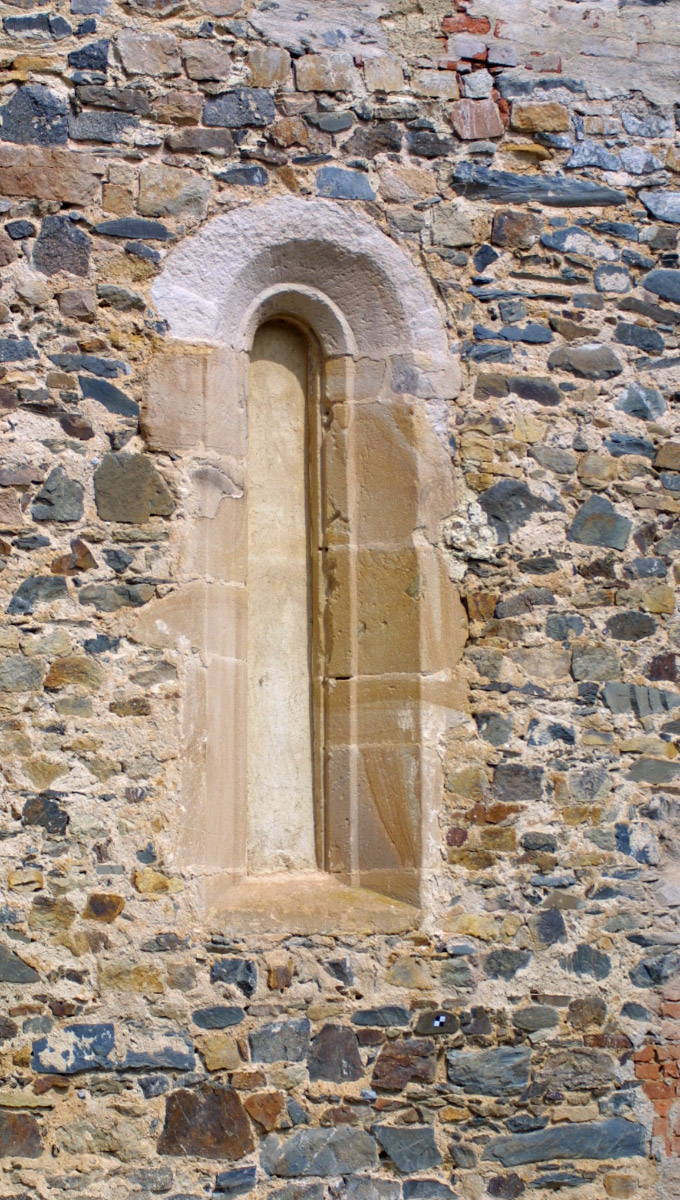
Okno ve východní stěně

Archeologický průzkum prokázal, že dnešní gotický kostel stojí na místě staršího pohřebiště. Řada starobylých prvků – např. zazděná románská hlavice, typické okénko z jediného kusu kamene zasazené v západní stěně, pravidelné kvádříky v pozdějším zdivu, barokní kropenka vyrobená ze znovu opracované románské patky sloupku – a především nález základů věže s obvyklým řádkovým románským zdivem z kvádříků prokazují existenci staršího románského kostelíku.

## Historie gotického kostela
Dnešní kostel byl postaven pravděpodobně jako raně gotický v druhé polovině 13. století. Poprvé je zmiňován jako farní v popisu pražské diecéze před rokem 1350 za vlády císaře Karla IV. V roce 1358 byl kostel ve vlastnictví Habarta z Dolan a Markwarta z Řebříku.
Na počátku 15. století získali Dolany páni z Kolovrat na Krakovci. Za husitských válek byla ves pravděpodobně vypálena husity a kostel opuštěn, k roku 1481 jsou Dolany uváděny jako pusté, hřbitov zasypán a kostel z části pobořen.
V roce 1530 byl kostel, ze kterého zbývaly pouze obvodové zdi, opraven na náklady Kryštofa z Kolovrat. Nejpozději při této opravě zanikla zděná věž při západní stěně. Kryštof roku 1553 osadil kostel zvonem.
Za třicetileté války kostel opět zpustl a byl opraven až dalším vlastníkem panství, Vojtěchem Hynkem Lažanským. V roce 1684 přidal tentýž pán k renesančnímu zvonu nový zvon barokní. Další pozornosti, oprav a vybavení se kostelu dostalo za správy Lažanských roku 1719. V té době kostel stále ještě plnil funkci farního kostela pro vsi Hlince, Ptyč, Studenou, Holovousy, Chříč, Slatinu, Lhotu a dvory Dubjany a Březsko.
V roce 1785 poklesl význam dolanské farnosti poté, co kaple sv. Jana Nepomuckého na Chříči získala funkci lokálie pro většinu vsí dolanské farnosti. Kostel v Dolanech si přesto i v průběhu 19. století udržel přízeň věřících – probíhaly v něm bohoslužby a konaly se k němu poutě, nejvýznamnější 29. června na svátek sv. Petra a Pavla a 18. srpna na sv. Jáchyma. V letech 1838–1840 se kostel dočkal významné opravy ve spojitosti s obnovou Dolan postavením 5 domků pro nové osadníky.

## Upadající význam a chátrání

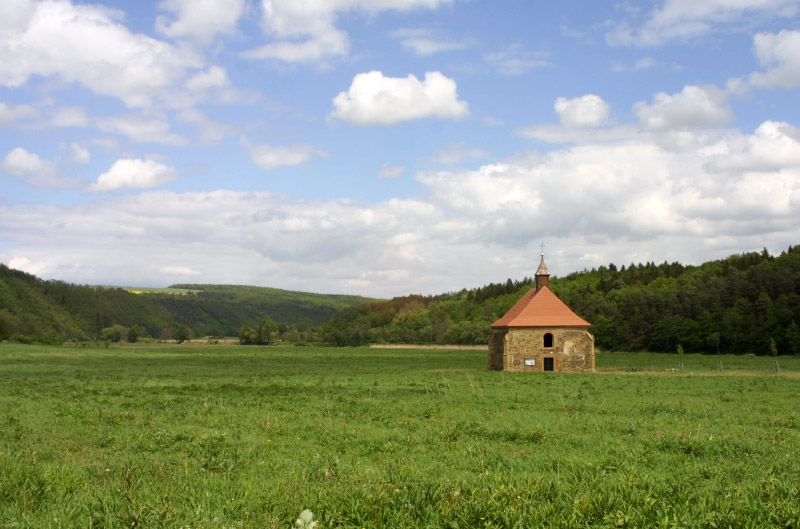
Kostel v údolí Berounky

Ve farní kronice na Chříči je v roce 1874 zmiňován havarijní stav dřevěné zvonice dolanského kostela, vztyčené nad středem kostela. Roku 1878 z ní byly odvezeny zvony na Chříč a umístěny v dostavěné věži tamního kostela sv. Jana Nepomuckého, kde jsou dodnes. Odvezením zvonů začaly kostelu smutné časy: kostel začal rychle pustnout, v roce 1880 páter Václav Polívka jeho stav popisuje takto:
Při mém příchodu co administrátora do Chříče r. 1880 navštívil jsem starobylý filiální kostel dolanský, o němž mi osadníci sdělili, že je velice zanedbán a zpustlý, poněvadž předchůdce můj, znaje úmysl patronátní správy, zrušení jeho totiž, netroufal si něco k zachování jeho učiniti. Kostel byl vskutku, jak jsem shledal, velmi zpustlý – dvéře blátem a hlínou zanešené byly vodou vyraženy, v kostele podlaha mokrá, stěny vlhkem zelené, strop, nad nímž špatná střecha stála, prohnutý a promočený, trám pod střechou jeden prohnilý atd.
Páter Polívka podal na jaře roku 1881 prostřednictvím vikariátu žádost na konzistoř o opravu. Ta se obrátila na hejtmanství, jehož komise téhož roku kostel prohlédla a pro umístění kostela v záplavovém území řeky Berounky a Dolanského potoka nedoporučila investici do nákladné opravy. Kostel byl následně uzavřen, přestaly se v něm konat bohoslužby a byla navržena i jeho demolice.
Na žádost dolanských osadníků se i nadále konala svatopetrská pouť, kázání a bohoslužba probíhala pod širým nebem vedle kostela. V srpnu téhož roku bylo rozhodnuto o zrušení kostela a v březnu 1882 probíhala jeho dražba. Na ní se však dostavili zplnomocnění zástupci obcí Studená a Hlince, kteří žádali zrušení dražby a zachování kostela, na jehož opravy by dle svých možností obce přispívaly. O jejich příslibu byl učiněn protokol a obě obce dohromady následně na opravu kostela vybraly 240 zlatých. Na přímluvu patronky kostela Johanny Ubelli von Siegburg získali dalších 100 zlatých od ovdovělé císařovny Marie Anny.
Roku 1895 byl opraven interiér i fasády kostela a na západní straně střechy nad vchodem byla vztyčena nová sanktusová věžička. V ní byl pravděpodobně umístěn jeden z malých zvonků z kostela na Chříči a dnes se nachází zřejmě ve zvoničce v Holovousích.
Oprava na konci 19. století byla poslední známou opravou. V době první republiky a po 2. světové válce kostel prudce chátral, přesto ještě v 60. letech 20. století měl střechu s nachýlenou zvoničkou. V roce 1958 se kostel stal kulturní památkou a měl být památkově chráněn. V 90. letech již byl kostel zříceninou, ze které zbývaly pouze obvodové zdi.

## Původní vybavení kostela

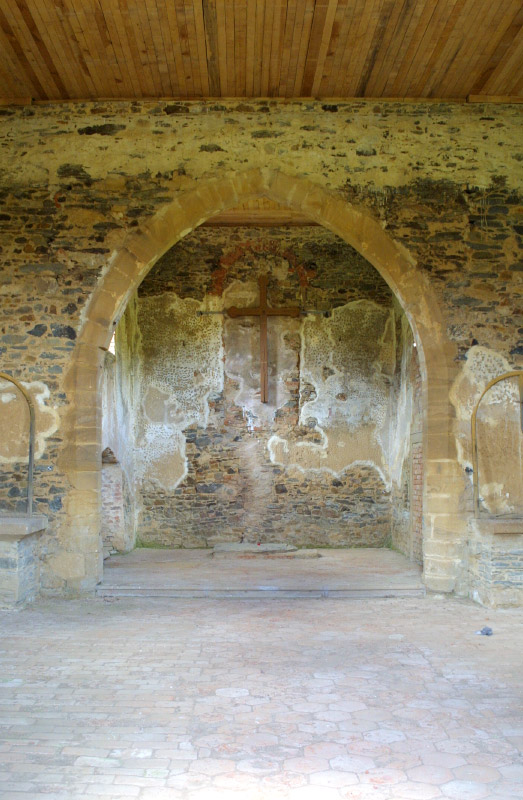
Interiér kostela, 2006

V presbytáři, který byl od lodi oddělen hrotitým vítězným obloukem, visel na zdi obraz Sv. Petr se loučí se sv. Pavlem zasazený do střídmého rámu se zdobenými rohy a nesený vyřezávanými postavami andělů umístěných po stranách. Obraz pocházejí z 1. poloviny 18. století nesl alianční znak Černínů a Lažanských, jeho kompozice byla obdobná jako výzdoba manětínských kostelů.
Boční oltáře v rozvilinových rámech představovaly sv. Jáchyma a sv. Isidora. Na prvém obraze byl text: Svatému Jáchymu, otci blahoslavené Panny Marie, dědovi vykupitele našeho Ježíše Krista i Davida krále, pocházejícímu z rodu pastýřů, obětoval tento oltář na svůj náklad Jan Veselý l. p. 1719. Druhý oltář byl opatřen nápisem Svatému Isidoru španělskému divotvornému sedláku hospodářů patronu, tento oltář obětoval nehodný sedlák Adam Šubrt l. p. 1719. Zasvěcení sv. Isidoru je poměrně vzácné, nicméně na panství Lažanských se s ním můžeme ještě setkat v kostele sv. Barbory v Manětíně. Boční oltáře byly obnoveny v roce 1838 a pravděpodobně byly opraveny i jejich obrazy.
Z pozdějších popisů a vyobrazení jsou známé ještě cínové svícny, kostelní lavice, dřevěné zábradlí před oltářem oddělující loď a presbytář, skromná pozdně barokní kazatelna stojící pod obloukem po levé straně a kříž umístěný na pravé straně. Zmíněné vybavení se v kostele nedochovalo. Dva již zmíněné velké zvony doplňovaly ještě zvonky, jeden s monogramem I. W. S. a datací 1770 a malý s festonovým a figurálním dekorem z roku 1803.

## Současnost

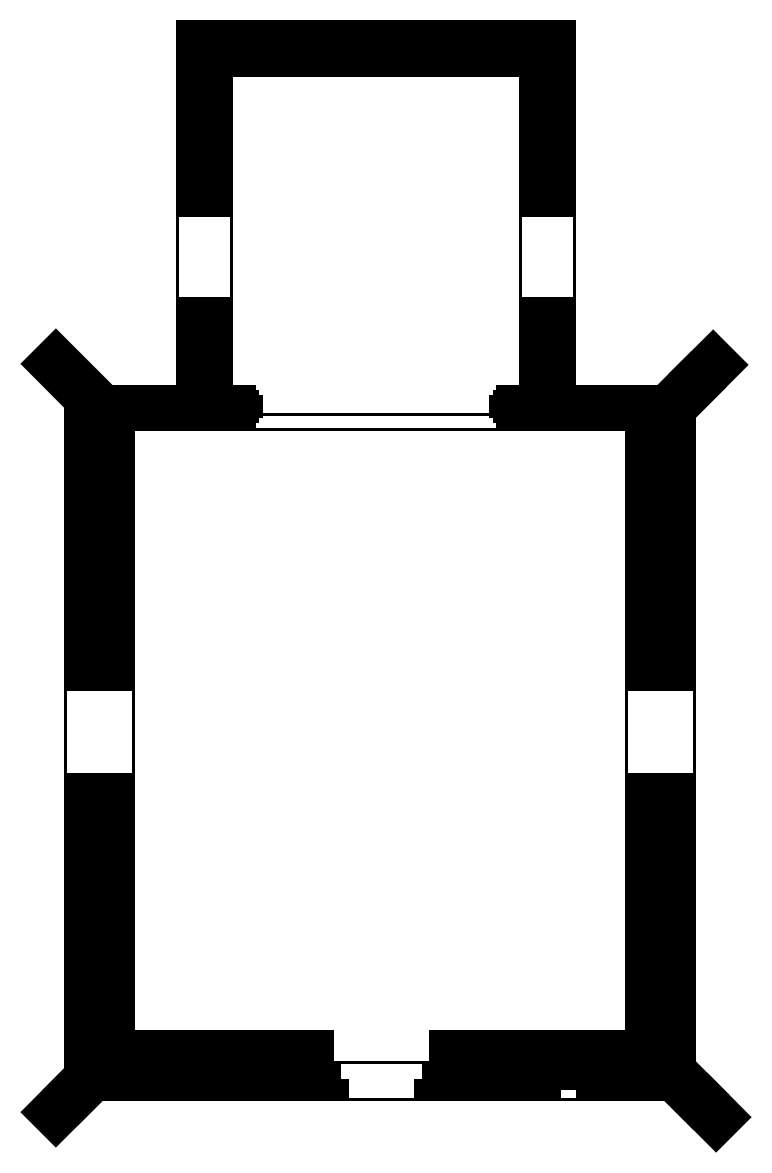
Půdorys kostela

V říjnu 2000 schválilo zastupitelstvo obce Hlince žádost o převod kostela a přilehlých pozemků do vlastnictví obce s cílem jeho obnovy. Záchranné práce zajištěné prostředky z grantu Nadace Open Society Fund Praha se rozběhly v následujícím roce, kdy byly v bezprostředním okolí kostela vytrhány náletové dřeviny, upraven terén, částečně opraveno zdivo a instalována informační tabule. Na konci téhož roku byla smluvně zajištěna přístupová cesta ke kostelu.
16. května 2002 byl kostel a pozemky převedeny do majetku obce. Ke konci června proběhla pouť, na které byl vysvěcen prapor a znak Hlinců. Bohužel 12. a 13. srpna 2002 povodeň na Berounce poškodila kostel, narušila statiku obvodového zdiva, postiženy byly i okolní pozemky. Na začátku léta 2003 byla vytěžena z interiéru kostela suť a naplaveniny, současně proběhl částečný archeologický průzkum, při kterém byly u jižní zdi presbytáře odhaleny základy bývalé sakristie. Z programů Ministerstva kultury ČR a od Plzeňského kraje byly získány příspěvky na obnovu statiky zdí a opěrných pilířů. Kromě statického zajištění byla opravena koruna zdiva a obnovena římsa, pobořené boční oltáře, okenní klenby spolu s valounovým okapním chodníkem okolo zdiva; byly též fixovány zbytky původních omítek. Na náklady obce bylo upraveno okolí kostela a umístěn dřevěný stůl s lavicemi pro turisty. Vstup kostela byl osazen kovanou mříží.

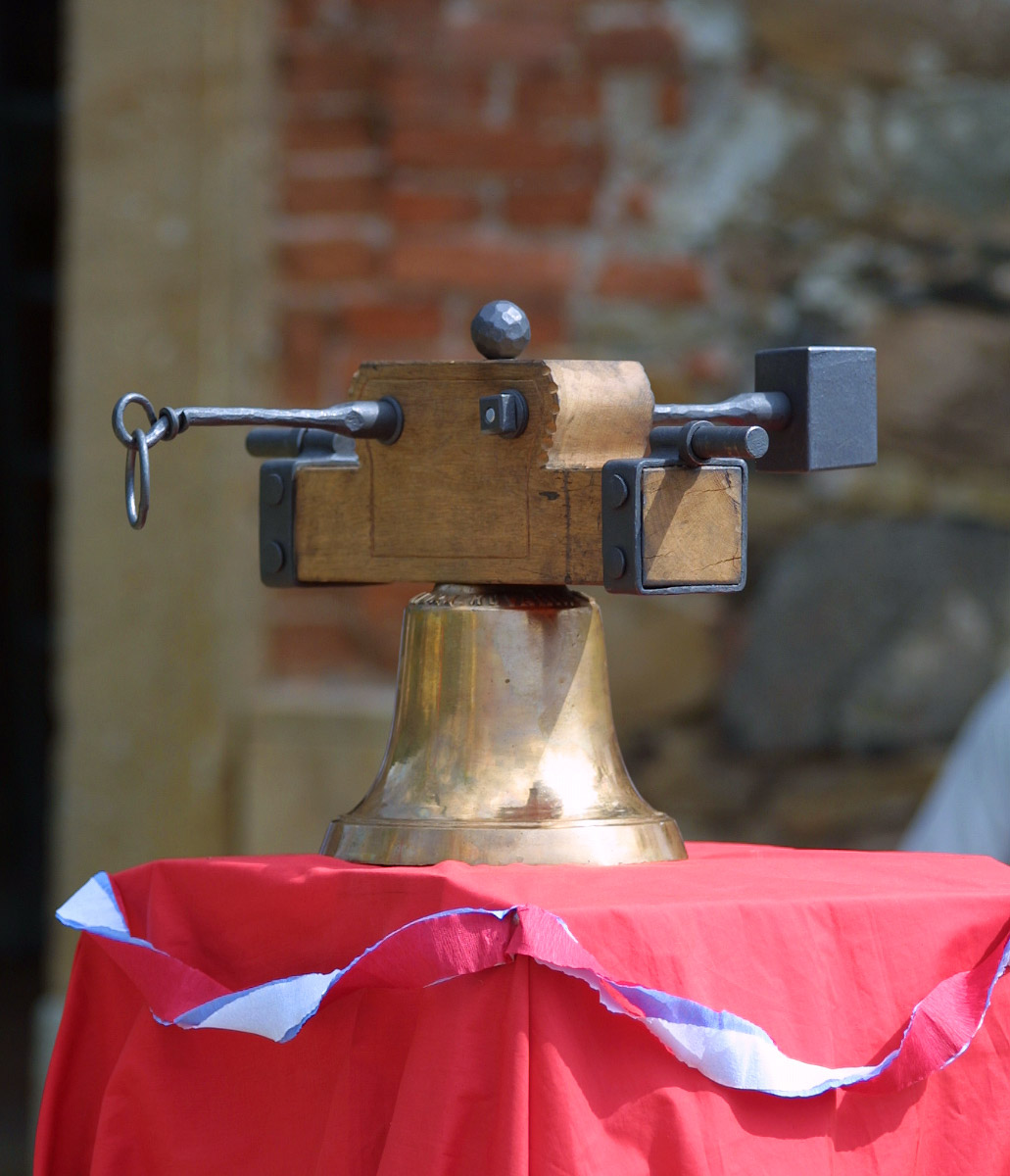
Zvon při slavnostním usazení

V roce 2004 byl vypracován projekt na obnovu krovu, střechy kostela se zvoničkou, stropu a kruchty. Z prostředků MK ČR, Plzeňské kraje a obce samotné byly v témže roce krov a střecha obnoveny a celý kostel byl tak zajištěn před povětrnostními vlivy. V červenci proběhla další z poutí a na podzim bylo okolí kostela osázeno 25 hrušněmi a dvěma jírovci. V roce 2005 byla obnovena věžička s novým křížem a makovicí, v červnu 2006 byl vysvěcen a usazen nový zvon. Na další roky je naplánována obnova fasády, zavedení elektrického proudu, vysušení a dokončovací práce.

## Pověsti
V 18. století ves zchudla natolik, že musela prodat i kostelní zvony. Když potom císař Josef II. zrekvíroval vybavení kostela sv. Mikuláše na Starém Městě v Praze, rozhodl se věnovat jeho největší zvon Dolanům. Ale obyvatelé nedaleké Chříče, pod jejichž faru náležel dolanský kostelík, jim velký staroměstský zvon nepřáli. S výmluvou, že malému kostelu stačí malé zvony, si jej vzali pro sebe. Když se však zvon poprvé v chříčském kostele rozezvučel, hněvivě volal: „Do Dolan – do Dolan!“ Obyvatelé se zalekli a vrátili zvon dolanským. Od té doby zvonil krásně. Na konci 19. století ovšem dolanský kostel zchátral a jeho zvony putovaly zpět do Chříče.